# Așkelon
Așkelon (Ashkelon - în ebraică אשקלון (în timpul cruciadelor - Ascalon) este un oraș în Israel, pe litoralul Mării Mediterane, aproape de granița cu Fâșia Gaza. Ashkelon face parte din Districtul de Sud al Israelului, fiind așezat pe coasta mării între Ashdod și Gaza. El este capitala raionului (nafát) Ashkelon.
Ashkelon este unul din cele mai vechi orașe din Palestina istorică, sub diverse denumiri. Numele biblic este înrudit cu cuvântul ebraic shekel - în antichitate unitate de greutate și monetară.    
Populația orașului în anul 2016 a fost de 145.432 locuitori. Este al 12-lea oraș ca număr de locuitori și, în acelaș timp, orașul cel mai vestic din Israel. 

## Numele
Numele Ashkelon este probabil de origine vest-semitică și pare a fi înrudit cu rădăcina ebraică  š-q-l - שקל - „a cântări” (corespunzând arameicului tql  și arabului θiql ثِقْل ), de unde și cuvântul shekel, și probabil este legat de importanța orașului ca centru portuar și comercial în antichitate.
Denumirea engleză pentru ceapa verde „scallion” precum și cuvântul „eșalot” sinonim cu hașmă (Allium ascolonicum - ceapa de Ascalon) provin de la denumirea grecească „askolonion”, adică de la Ascalon sau Askolon, cume era cunoscută localitatea la eleni și apoi în evul mediu.

## Personalități născute aici
- Gilad Erdan (n. 1970), politician, diplomat.

## Orașe înfrățite
- Côte Saint-Luc, Quebec, Canada
- Xinyang, China
- Iquique, Chile
- Aix-en-Provence, Franța[1][2]
- Kutaisi, Georgia
- Berlin-Weißensee, Germania
- Sopot, Polonia
- Entebbe, Uganda
- Portland, Oregon, SUA
- Baltimore, Maryland, SUA[3]